# 赛博浪客
《電馭叛客：邊緣行者》（英語：Cyberpunk: Edgerunners）是一部2022年的赛博朋克题材网络動畫剧集。動畫由日本公司TRIGGER製作，为CD Projekt遊戲《電馭叛客2077》的衍生作品。动画设定在由迈克·庞德史密斯设计的宇宙中，为游戏《赛博朋克2077》的前传，故事情节发生在2076年的夜之城。
动画於2022年9月在Netflix首播，并在播出后受到角色、作画、世界构建方面的好评。而游戏也在该动画播出前更新上线了相关游戏内容为其预热。2022年10月，CD Projekt宣布不会为本作设计续集。不過在2025年7月，公司在北美Anime Expo會場宣布了《邊緣行者2》製作中的消息，至於故事將設定在未來，並且透露不會延續前季，是不同人物與時間線段的全新獨立內容。 

## 製作
2020年6月26日，CD Projekt Red在网络直播节目《火线夜之城》第一期中，公布了由TRIGGER参与制作的动画剧集《電馭叛客：邊緣行者》，由今石洋之担任监督、大塚雅彦担任副监督、吉成曜和金子雄人担任角色设计、若林广海担任创意总监、山岡晃担任配乐。该剧集共有10集，预定于2022年上线Netflix。

## 登場角色

### 電馭叛客
大衛·馬丁尼茲（David Martinez，聲：KENN（日）；扎克·阿圭勒（英））
原為就讀荒坂學園的資優生，因出身貧窮而受到同學霸凌，自己也不想讓母親太操勞而有輟學的念頭。在母親意外身亡後發現其遺物中的軍事級改造裝置「沙德威斯坦（Sandevistan）」，起初想將之轉賣，但在隔天上學途中再度遭到霸凌，一氣之下請神機醫將沙德威斯坦植入在自己身上，並回到學校報仇。其後被沙德威斯坦原買家魅音找上，順勢加入其團隊。
魅音死後繼承了團隊領導與魅音的巨腕槍砲部件。
對改造裝置有很高的適性，連一般成人都無法承受的沙德威斯坦也能連續使用，但過度使用還是會產生暈眩、噁心等副作用。
在遇見露西後對其一見鍾情。得知對方的夢想是上月球後，承諾會幫助她實現夢想，因改造過度患上神機錯亂漸漸的失去理智只能依賴抑制劑維持，在拯救露西的行動中逼不得已安裝上改造金剛而突破了重重包圍，為了保護露西與荒坂派出的亞當碎骨對戰，最後因戰力懸殊且缺少失重裝置的情況下承受不了改造金剛的重量然后被亞當碎骨撕毀並慘遭爆頭擊殺，臨死前遺憾沒能與露西一同登上月球。
露西 / 櫛名田露琪娜（Lucyna "Lucy" Kushinada，聲：悠木碧（日）；羅元湘（英））
一名年輕的竄網使，主要武器為鐮線。在列車上想偷取大衛神經插槽內的技晶被對方逮住，急需金錢的大衛反過來提議合作竊取晶片後分成。在大衛加入團隊後與之成為戀人關係，看穿大衛會為了他人而奮不顧身的個性，不希望大衛因此而死。在魅音死後退出團隊跟大衛同居。
因年幼時曾是荒坂集團訓練收集舊網資料的竄網使，後來脫逃。具有相當的價值。
因駭客能力十分優秀，在駭入田中時掌握了荒坂的重要資料，卻發現大衛的資料也在其中，將大衛部分的資料刻意銷毀，為了不讓資料被修復讓大衛被盯上而獨自處理掉來調查的竄網使，但也被荒坂集團發現異樣。
後被合事佬法拉第與琦薇設計捕捉，成為談判的人質，最後被大衛一夥人救出。
在結局帶著對大衛的思念之情，獨自登上月球，未能完成與大衛一同登月的夢想，團隊成員中的唯二倖存者。
魅音（Maine，聲：東地宏樹（日）；William C. Stephens（英））
團隊領導，標誌改造為其巨腕中的大型槍砲。原本跟大衛母親購買沙德威斯坦。
用人唯才，具有領導天分，因改造過度而逐漸罹患神機錯亂，在一次任務中與鎮靜特勤組交火時發作導致朵莉歐遭射殺，而引爆大量高壓瓦斯桶與鎮靜特勤組同歸於盡。
朵莉歐（Dorio，聲：雞冠井美智子（日）；Marie Westbrook（英））
魅音的女友，在團隊中有如副隊般的存在。在一次任務中為了讓神機錯亂狀態的魅音回神而遭到鎮靜特勤組爆頭，其屍體與魅音一同在火葬(魅音的幻覺)般的爆炸中消逝。
琦薇（Kiwi，聲：本田貴子（日）；Stephanie Wong（英））
魅音團隊成員之一，一年前介紹露西進入團隊的竄網使，告訴過露西不要信任任何人。
在深層駭入田中的過程中被逐漸神機錯亂的魅音毆打重傷送醫。
因豐饒的報酬暗中與法拉第合作而背叛大衛一夥人捕捉露西，在任務完成後打算結束合作，被法拉第以「任務條款要求消滅所有知情的無關人士」為由開槍重傷，死前告訴大衛一夥人法拉第的位置後被法拉第的手下除掉。
霹拉（Pilar，聲：高木涉（日）；伊恩·詹姆斯·柯萊特（英））
魅音團隊成員之一，滿嘴粗話的械鬥匠。蕾貝卡的哥哥，因沒事跟在路邊尿尿的路人說話，被神機錯亂的路人爆頭殺死。
蕾貝卡（Rebecca，聲：黑澤朋世（日）；Alex Cazares（英））
魅音團隊成員之一，擅長各種槍械的犯險者。霹拉的妹妹，後期對大衛抱有好感，非常擔心大衛過度使用改造裝置身體會扛不住。
在拯救露西的行動中遭從天而降的亞當碎骨砸死。
法爾科（Falco，聲：加瀨康之（日）；馬修·麥瑟（英））
魅音團隊成員之一，擔任該組織的司機，在拯救露西的行動中被亞當碎骨毀了右手，團隊成員中的唯二倖存者。是大衛一夥唯一在本作遊戲中，與玩家V能有互動的角色，雖未直接露面而僅以簡訊交流，但於支線任務中會交付玩家大衛的黃色夾克。

### 荒坂集團
田中（Tanaka，聲：小村哲生（日）；保羅·中內（英））
荒坂集團的高層，在學校霸凌大衛的勝男（聲：石川界人（日）；Aleks Le（英））父親。意外得知大衛安裝了沙德威斯坦，想利用大衛測試集團的新產品，甚至動用關係保留大衛的學籍。
是魅音團隊的目標，大衛的第一份工作即為偷走其車上的導航資料。
與吉米單獨見面時被魅音團隊綁架，被麻醉後駭入。
最後被露西在駭入發現荒坂的資料有大衛時遭其燒毀大腦後死亡。
亞當碎骨（Adam Smasher，聲：御園行洋（日）；亞歷克·紐曼（英））

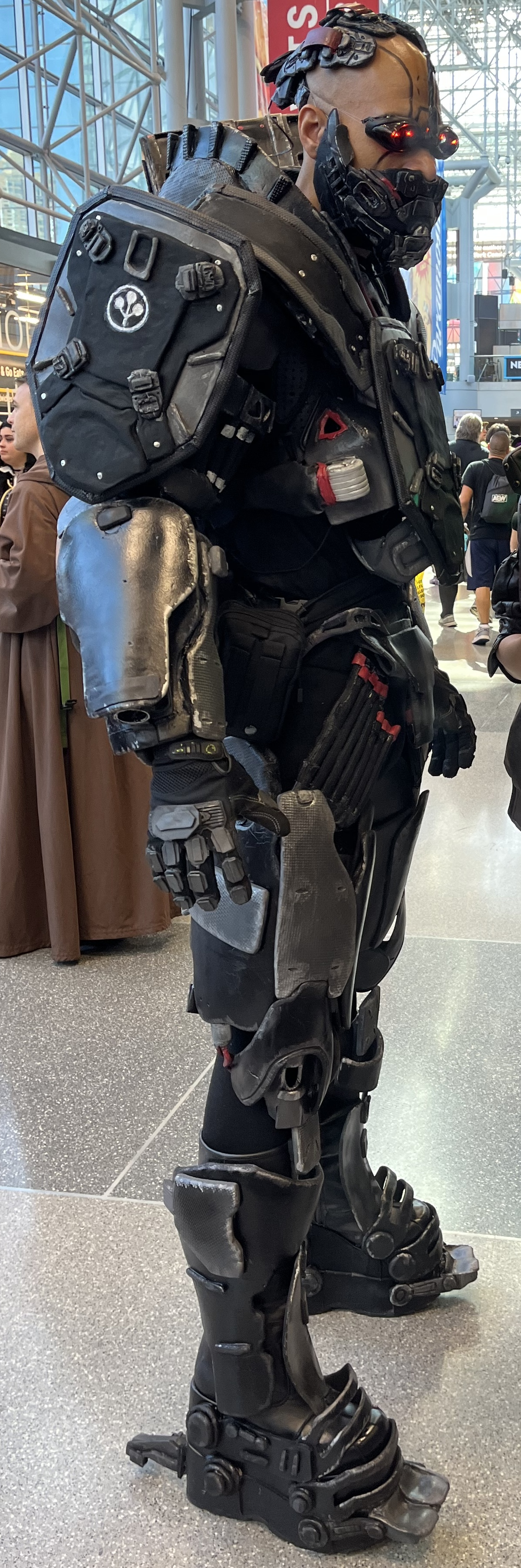
亚当重锤扮装者

史上最大戰爭——第四次企業戰爭的老兵，荒坂集團的最強武器，幾乎全身都改造為機械。被荒坂反情報部叫去對付大衛。先是從天而降砸死了麗貝卡，後毀掉法爾科一條手臂。在與大衛打鬥時，摘除其改造金剛上的反重力裝置，使大衛因承受不住改造金剛的重量而被壓垮。最後稱大衛「本可以是個有意思的結構體」，便用手砲將其處決。

其同時也是本作遊戲中部分結局線的最終敵人。

### 其他
葛洛莉亞·馬丁尼茲（Gloria Martinez，聲：日野由利加（日）；葛蘿莉亞·葛拉優亞（英））
大衛的母親，在夜城從事清理屍體的工作。為了賺取生活費及大衛的學費而操勞工作。因捲入黑幫鬥爭而身受重傷，但因不是醫保合約客戶而被搶救團隊拒絕救治，最後雖被大衛成功送去便宜的醫院但仍不治身亡。
原要將沙德威斯坦賣給魅音，疑似在收屍時也將改造裝置轉賣給法外傭兵。
詹姆士·諾利斯（James Norris）
沙德威斯坦的原主人，前NUSA軍人。在神機錯亂下殺死27人後被鎮靜特勤組所殺。
神機醫（Ripperdoc，聲：津田健次郎（日）；Borge Etienne（英））
大衛熟識的無證醫生，讓大衛幫其兜售非法幻舞，並替大衛安裝與升級沙德威斯坦等改造裝置。
法拉第（Faraday，聲：井上和彥（日）；詹卡洛·埃斯波西托（英））
為軍武科技做事的合事佬，經常指示魅音團隊執行有關田中的工作，但卻時常以不願冒風險為由而不願提供資訊。
後期因軍武科技認為其表現不佳故拒絕支付報酬而心生不滿，便決定出賣大衛團隊以求在軍武科技的死對頭荒坂集團中上位，在大衛與亞當的最後決戰時，原想搭乘搶救團隊的飛行載具逃離，但被大衛阻止，最後被波及而摔死。
吉米·黑關（Jimmy Kurosaki，聲：安原義人（日）；柯克·桑頓（英））
知名幻舞導演，暱稱「JK」，有著能在案件發生24小時內就釋出該事件的幻舞的速效手腕，並會為VIP客戶作個人後製。
身體具有短範圍電磁脈衝的的改造裝置。大衛本人為其粉絲，幾乎看過他的所有作品並幫神機醫兜售他的非法幻舞。
在大衛一夥綁架吉米失敗後，反倒綁架大衛將其帶到自己的工作室，並逼迫大衛觀看大量神機錯亂者的非法幻舞，意圖使大衛也神機錯亂，所幸露西等人及時趕到而獲救。
之後被挾持以作為捉捕田中的圈套，但後來被田中的手掌飛針部件刺中喉嚨失血過多死去，死前露出詭異的笑容讓大衛無法忘懷。
虎里歐（Julio，聲：齊藤壯馬（日）；Bryce Papenbrook（英））
大衛的粉絲，在一個進攻漩戰幫基地以營救客戶女兒的任務中，被合事佬和歌子派去與大衛一夥行動，後在任務即將完成時，因鬆懈而誤觸地雷被炸死。

## 製作人員
- 故事原案：CD Projekt RED
- 世界觀設定：迈克·庞德史密斯（英语：Mike Pondsmith）
- 監督：今石洋之
- 副監督：金子祥之
- 故事策劃：巴托什·斯蒂博爾（Bartosz Sztybor）
- 系列構成：大塚雅彥
- 劇本：宇佐義大、大塚雅彥
- 角色設計、總作畫監督：吉成曜
- 次要角色設計：金子雄人、芳垣祐介
- 美術監督：野村正信
- 色彩設計：垣田由紀子
- 攝影監督：川田哲矢
- 編集：吉武將人
- ED製作：米山舞
- 音響監督：浦狩裕樹
- 音響效果：野崎博樹、小林亞依里
- 音樂：山岡晃
- 創意總監：若林廣海
- 節目統籌、製作總指揮：拉法烏·雅基（Rafał Jaki）
- 執行製作人：拉斐爾·賈基、狄蘭·湯瑪斯（Dylan Thomas）、櫻井大樹、宇佐義大
- 製作人：艾德爾·爽（Saya Elder）、巴托什·施蒂博爾（Bartosz Sztybor）、本間悟
- 動畫製作：TRIGGER

## 主題曲
片頭曲「This Fffire」
作詞、作曲：尼克·麥卡錫、里奇·科斯蒂；主唱：法蘭茲·費迪南
原為知名英國獨立搖滾樂組合「法蘭茲·費迪南」於2004年9月發行的歌曲〈This Fire〉。
片尾曲「Let You Down」
作詞：大衛·波德西亞德洛；作曲：大衛·波德西亞德洛、Magdalena Laskowska；主唱：大衛·波德西亞德洛
插曲「I Really Want to Stay at Your House」
作詞、作曲：Rosa Walton；主唱：Rosa Walton & Hallie Coggins
本身亦是遊戲《電馭叛客2077》的背景音樂之一。

## 各話標題
| 話數 | 英文標題        | 日文標題 | 中文標題 | 劇本                                               | 分鏡            | 演出                 | 作畫監督                                                    | 總作畫監督 |
| ---- | --------------- | -------- | -------- | -------------------------------------------------- | --------------- | -------------------- | ----------------------------------------------------------- | ---------- |
| 01   | Let You Down    |          |          | 宇佐義大 Bartosz Sztybor Jan Bartkowicz            | 金子祥之        | 金子祥之             | 竹田直樹、芳垣祐介                                          | 吉成曜     |
| 02   | Like A Boy      |          |          | 宇佐義大 大塚雅彥 Bartosz Sztybor Łukasz Ludkowsk  | 金子祥之        | 下平佑一             | 長谷川哲也、坂本勝                                          | 吉成曜     |
| 03   | Smooth Criminal |          | 犯罪高手 | 宇佐義大 大塚雅彥 Bartosz Sztybor                  | 雨宮哲          | 大和田麗衣           | 田村瑛美、金子雄人                                          | 吉成曜     |
| 04   | Lucky You       |          |          | 宇佐義大 大塚雅彥 Bartosz Sztybor                  | 金子祥之        | 古川晟               | 波賀野義文、土肥志文                                        | 吉成曜     |
| 05   | All Eyez On Me  |          |          | 宇佐義大 大塚雅彥 Bartosz Sztybor                  | 中野廣大        | 荒井洋紀、宇田早輝子 |                                                             | 吉成曜     |
| 06   | Girl on Fire    |          |          | 宇佐義大 大塚雅彥 Bartosz Sztybor Łukasz Ludkowski | 五十嵐海        | 金子祥之             | 五十嵐海、菅野一期                                          | 吉成曜     |
| 07   | Stronger        |          |          | 大塚雅彥 Bartosz Sztybor                           | 宮島善博        | 宗廣智行             | 芳垣祐介、竹田直樹                                          | 吉成曜     |
| 08   | Stay            |          |          | 大塚雅彥 Bartosz Sztybor                           | 宮島善博        | 下平佑一             | 田村瑛美、長谷川哲也 荒井洋紀、竹田直樹 芳垣祐介            | 吉成曜     |
| 09   | Humanity        |          | 人性     | 大塚雅彥 Bartosz Sztybor                           | 金子祥之        | 古川晟               | 波賀野義文、土肥志文                                        | 吉成曜     |
| 10   | My Moon My Man  |          |          | 大塚雅彥 Bartosz Sztybor                           | 今石洋之 吉成曜 | 中野廣大             | 、芳垣祐介 長谷川哲也、荒井洋紀 土肥志文、波賀野義文 吉成曜 | 吉成曜     |

## 评价
《赛博浪客》在播出后受到了多数好评。在影视评价网站烂番茄上获得了13条专业评价的100%新鲜度，以及96%的用户好评。知名游戏制作人小岛秀夫表示自己一口气看完了全集，对该剧赞赏有加，以及向制作了该剧的TRIGGER给予肯定。
本作入圍2022年「游戏大奖」最佳改編。2023年7月在日本博覽會獲頒金達摩獎最佳年度動畫獎和最佳動作動畫獎。

### 影响
受到《赛博浪客》好评浪潮的影响，作为本体的电子游戏《赛博朋克2077》再次获得了玩家和观众的关注，游戏的Steam版本在剧集播出后的9月18日录得自2020年发售以来的第二次在线游玩人数高峰，游戏也再次获得Steam销量周榜的冠军。
然而，尽管动画开播首日在进入了多个国家的Netflix单日收视榜前10，但在全球非英语剧集收视榜僅排在第5-7名并迅速出榜，与此前同样為遊戲改編動畫、拥有大量好评且在全球38个国家的Netflix单日收视榜以及开播首周全球英语剧集收视榜登顶的成绩相差甚远。